# ロシア連邦人民代議員大会
ロシア連邦人民代議員大会（ロシアれんぽうじんみんだいぎいんたいかい、ロシア語: Съезд народных депутатов Российской Федерации）は、ソビエト連邦末期の1990年にロシア・ソビエト連邦社会主義共和国（ロシアSFSR）に設立された最高国家権力機関である。ソ連最高指導者だったゴルバチョフ書記長によって1989年にソ連最高会議に変わる最高国家権力機関としてソ連人民代議員大会が設立されたが、そのロシアSFSR版にあたる。
ソビエト連邦の崩壊後のロシア連邦でも人民代議員大会の制度は引き継がれたが、1993年のモスクワ騒乱事件後の新憲法によって廃止・解消され、現行の二院制のロシア連邦議会が創設された。

## 概要
ソ連人民代議員大会が創設された同じ期間に、ロシア・ソビエト連邦社会主義共和国でも人民代議員大会が創設された。
ロシア人民代議員大会は1990年3月に選挙が実施された。定員1068名で、自由選挙がここでも実施された。エリツィン、サハロフら急進改革派が当選したものの、共産党は86%を占める920名の議席を獲得した。選挙後、エリツィンが最高会議議長に選出される。エリツィンが国民の直接投票で大統領に選出された後は、ルスラン・ハズブラートフが後任の最高会議議長となる。ソビエト連邦の崩壊後、エリツィンとハズブラートフ、アレクサンドル・ルツコイ副大統領との間の対立が先鋭化した。1993年モスクワ騒乱事件でエリツィンに武力で廃止されるまで存続した。